# تکنی (ایلینوی)
تکنی (به انگلیسی: Techny) یک منطقهٔ مسکونی در ایالات متحده آمریکا است که در نورت بروک، ایلینوی واقع شده‌است. تکنی ۱۹۵٫۹۹ متر بالاتر از سطح دریا واقع شده‌است.